# Mokřiny u Beřovic
Přírodní památka Mokřiny u Beřovic (dříve Hobšovický rybník) se nachází v údolí Bakovského potoka mezi obcemi Beřovice a Hobšovice v okrese Kladno. Správa AOPK Praha. Chráněné území bylo vyhlášeno v roce 1990 pod názvem Hobšovický rybník. Původní rozloha činila 8,93 ha. Roku 2008 došlo k mírnému rozšíření území a změně názvu. Důvodem ochrany je Hobšovický rybník se svým okolím, který tvoří významné hnízdiště, nocoviště a tahová zastávka ptactva a biotop mokřadní zvířeny a květeny.